# Helichrysum petiolare

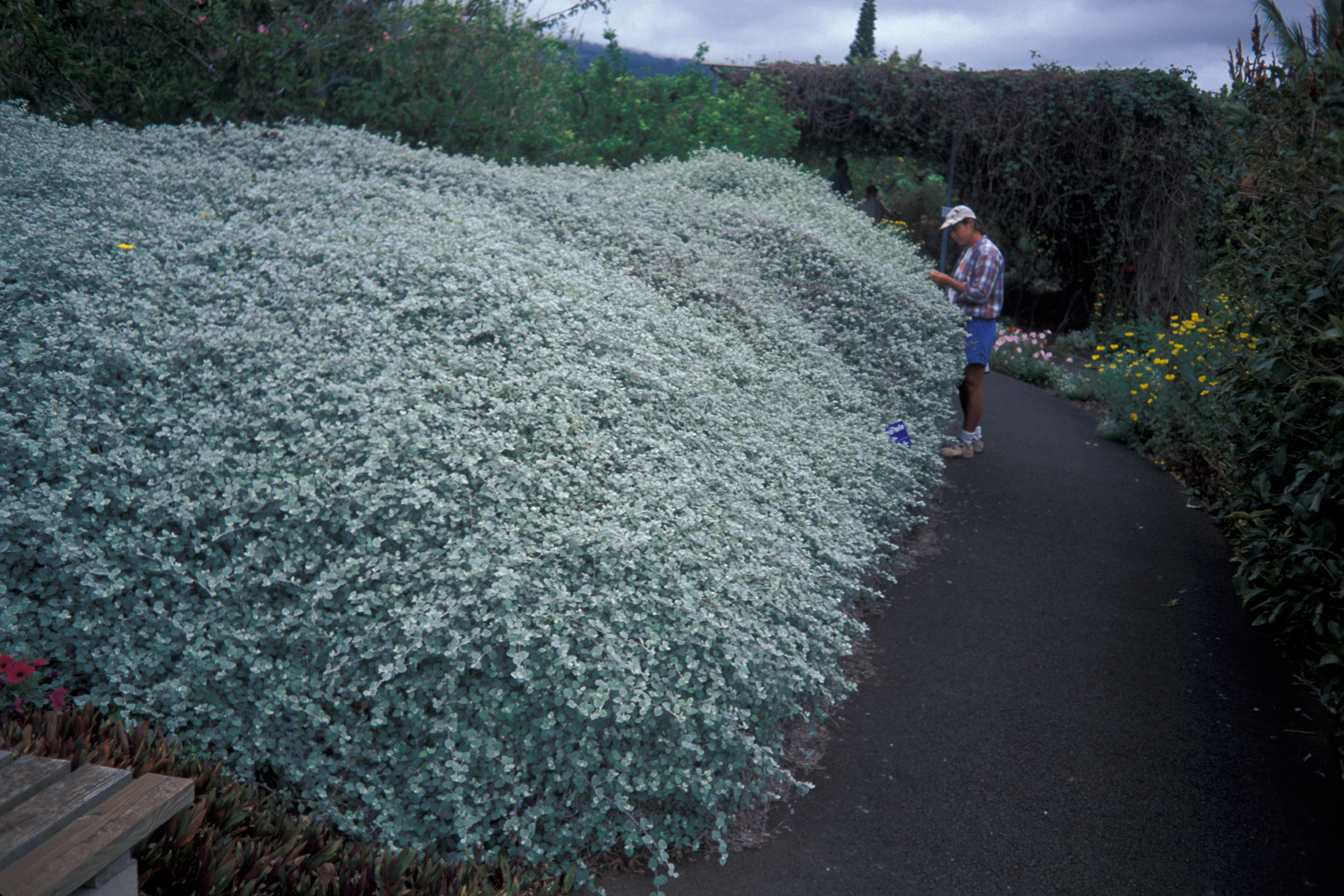
Vista de la planta

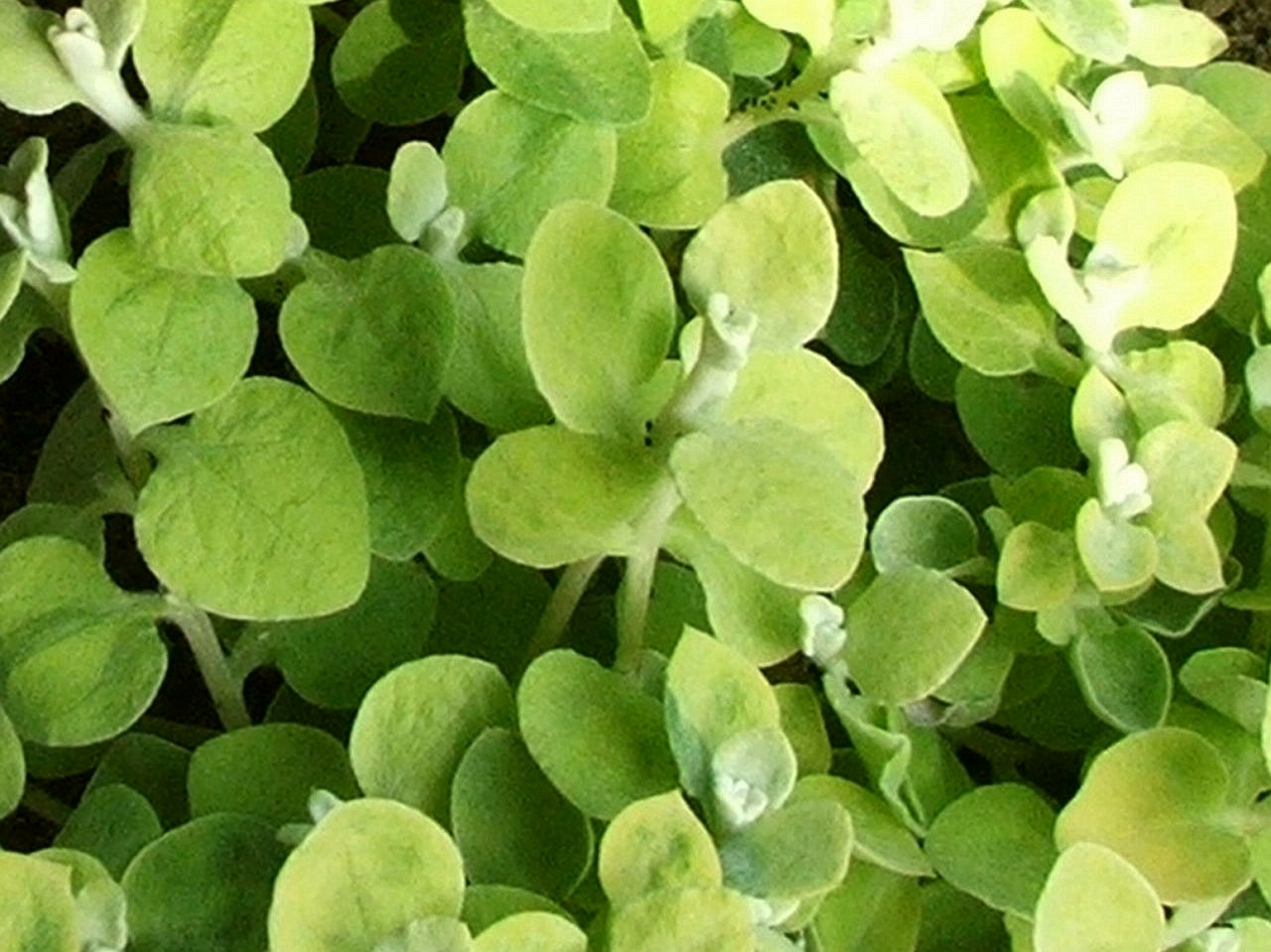
Detall de les fulles

Helichrysum petiolare és una espècie de planta de la família de les asteràcies, originària de Sud-àfrica i introduïda a Portugal i els Estats Units d'Amèrica.
És una planta de fulla perenne amb un gran fullatge; té fulles grises i cordades. Les tiges estan cobertes de pèls blancs semblants a una teranyina. És un subarbust sarmentós que forma densos monticles de 60 cm o més d'alçada i 1,8 m o més d'ample, amb tiges noves que brollen d'una xarxa de rizomes. Està ben adaptada al Sol o a l'ombra i a les condicions de sequera. Les flors que només dona ocasionalment no són vistoses.
Alguns cultivars com "Variegatum", que presenten un jaspiat de color crema, creixen millor a l'ombra i és una superba planta estival a jardins de climes freds.
S'ha investigat l'oli essencial que produeix per les seves propietats anti-microbianes, antioxidants i antiinflamatòries. A Sud-àfrica, és component de la medicina tradicional africana. Les fulles i les branques es bullen i es preparen com una espècie de te per a calmar la tos i la febre. Les fulles també s'apliquen a ferides per a prevenir la infecció i es cremen cerimonialment per produir un encens tradicional.

## Taxonomia
Helichrysum petiolare va ser descrita per Hilliard i B.L.Burtt i publicada a Notes from the Royal Botanic Garden, Edinburgh 32(3): 357–358, l'any 1973.

### Etimologia
- Helichrysum: nom genèric que deriva del grec ἕλιξ helix = "retorçat" i χρυσός crisós = "or".
- petiolare: epítet llatí que significa "amb pecíols".[5]

### Sinonímia
- Helichrysum petiolatum (L.) DC.[6]